# Mainé-Soroa
Mainé-Soroa là một thị trấn ở đông nam Niger, thuộc vùng Diffa. Dân số của nó là 10.176 người vào năm 2001.

## Kinh tế
Các ngành kinh tế chính của thị trấn này là trồng trọt và chăn nuôi.

## Giao thông
Mainé-Soroa có một sân bay nhỏ (mã ICAO DRZM) với đường băng chưa trải nhựa.

## Người nổi tiếng
- Mamadou Tandja – Cựu tổng thống Niger